# Хачатрян, Захар Авакович
Заха́р Ава́кович Хачатря́н (арм. Զաքար Ավագի Խաչատրյան; 11 декабря 1924, с. Сисиан, Сюникская область — 21 января 2017, Санкт-Петербург) — советский, российский и армянский живописец, заслуженный художник Российской Федерации (2004), народный художник Армении (2012), член Санкт-Петербургского Союза художников (до 1992 года — Ленинградской организации Союза художников РСФСР).

## Биография
В годы Великой Отечественной войны участвовал в боях под Новороссийском, Таманью, Анапой, Керчью. С 1944 года воевал на 2-м Белорусском фронте. В апреле 1945 на Одере был тяжело ранен. Демобилизовался как инвалид войны.
После выздоровления и демобилизации вернулся домой, где заниматься живописью. В 1951 году поступил на живописный факультет Ленинградского института живописи, скульптуры и архитектуры имени И. Е. Репина, занимался у А. Д. Зайцева, Г. В. Павловского, Л. Ф. Овсянникова. Окончил институт по мастерской Б. В. Иогансона с присвоением квалификации художника живописи. Дипломная работа — картина «На пастбищах Алагеза».
После института занимался в творческой мастерской Академии художеств под руководством Народного художника СССР А. М. Герасимова. В 1960—1980 годах работал в Армении. Участвовал в выставках с 1955 года, экспонируя свои работы вместе с произведениями ведущих мастеров изобразительного искусства Ленинграда. Писал пейзажи, портреты, жанровые картины, натюрморты. С 1986 года как художник и реставратор также занимался церковной живописью.
Автор картин «Юрта», «Полдень» (обе 1955), «Весна в горах», «Пасмурный день» (1958), «Лунная ночь. Цветы» (1959), «Сталевары», «Прокатчик» (1960), «Цветущее дерево» (1978), «Портрет» (1990), «Маки» (1997), «Чёрная речка ночью» (1998), «Натюрморт» (2000), «Цветы» (2009) и других.
Являлся действительным членом Петровской Академии наук и искусств. Его произведения находятся в музеях и частных собраниях в России, Армении, Швейцарии, Италии, Швеции, США, Финляндии и других странах.

## Выставки
- 1956 год (Ленинград): Осенняя выставка произведений ленинградских художников.
- 1957 год (Ленинград): 1917 - 1957. Выставка произведений ленинградских художников.
- 1958 год (Ленинград): Осенняя выставка произведений ленинградских художников.
- 1960 год (Ленинград): Выставка произведений ленинградских художников.
- 1997 год (Петербург): Связь времён. 1932-1997. Художники - члены Санкт-Петербургского Союза художников России .

## Награды и звания
Был награждён орденами Красной Звезды, Отечественной войны I и II степеней, медалями «За отвагу», «За победу над Германией».
Заслуженный художник Российской Федерации (2004), Народный художник Армении (2012), Заслуженный художник Армянской ССР (1983).